# Barranc d'Ardia
El barranc d'Ardia és un barranc, afluent del riu de les Esglésies. Discorre pel termenal entre el Pont de Suert, de l'Alta Ribagorça (antic terme de Viu de Llevata) i Sarroca de Bellera, al Pallars Jussà.
Es forma per la unió de dos altres barrancs: el barranc de la Salanca, que procedeix del sud-oest, i el de Fontalada, que ho fa des del nord-oest. Discorre de forma lleugerament sinuosa cap a llevant, fins que s'aboca en el riu de les Esglésies a l'extrem sud de Xerallo. Abans, però, rep per l'esquerra el Rial Gran.
Discorre paral·lel al traçat general de la carretera N-260, pel seu costat septentrional.